# Bodelschwinghstraße (Radebeul)
Die Bodelschwinghstraße ist eine Innerortsstraße der sächsischen Stadt Radebeul, gelegen im Stadtteil Niederlößnitz. Die schmale Villenstraße liegt direkt am Fuß des Steilhangs der Lausitzer Verwerfung, unterhalb der Friedensburg. Die Straße gehört zum Denkmalschutzgebiet Historische Weinberglandschaft Radebeul und liegt in der sächsischen Weingroßlage Lößnitz innerhalb der Einzellage Radebeuler Steinrücken.

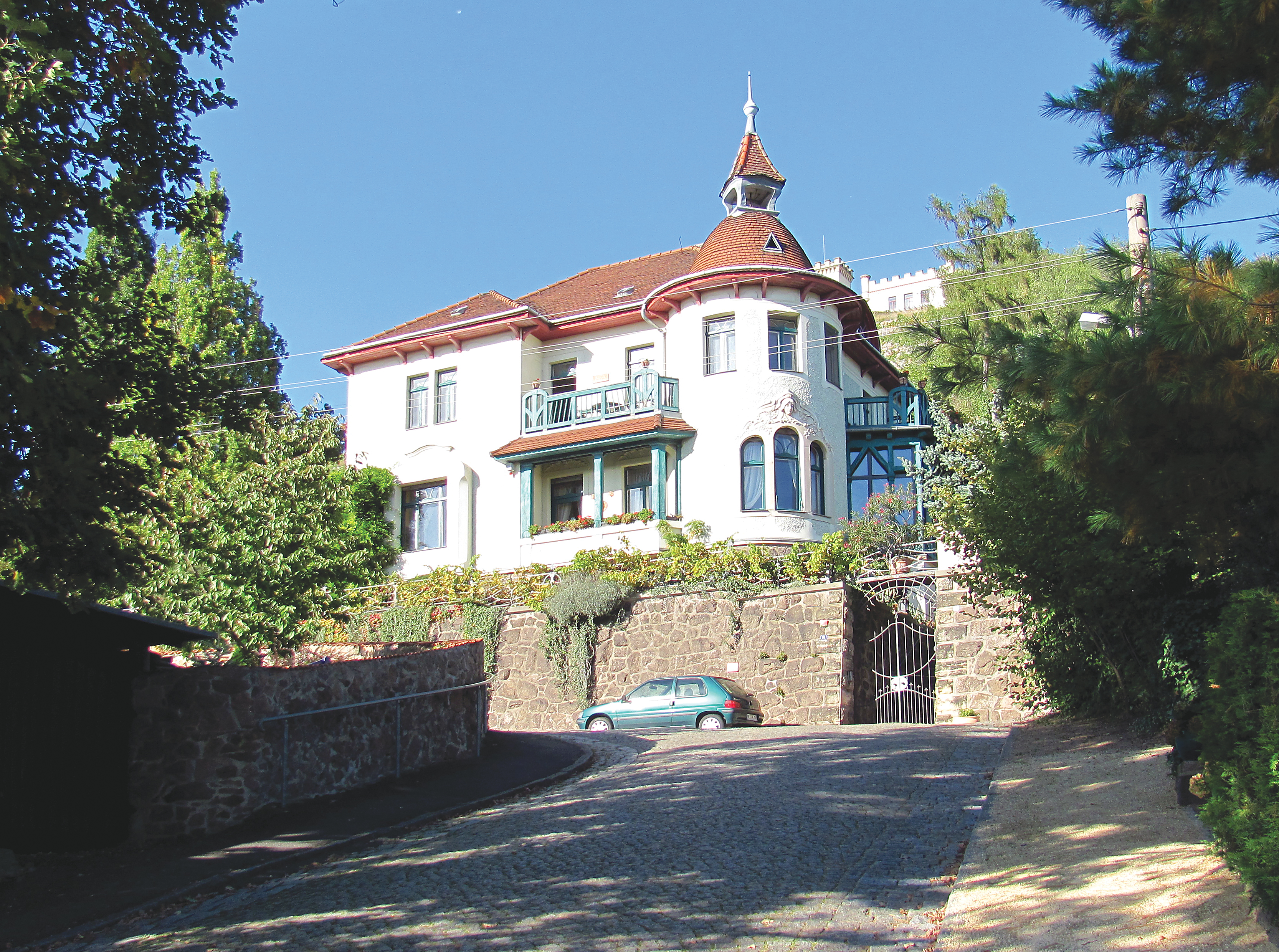
Steilanstieg am Ostende, Blick auf die Nr. 8. Rechts von dem Tor führt der öffentliche Weinstieg in den Weinberg unterhalb der Friedensburg.

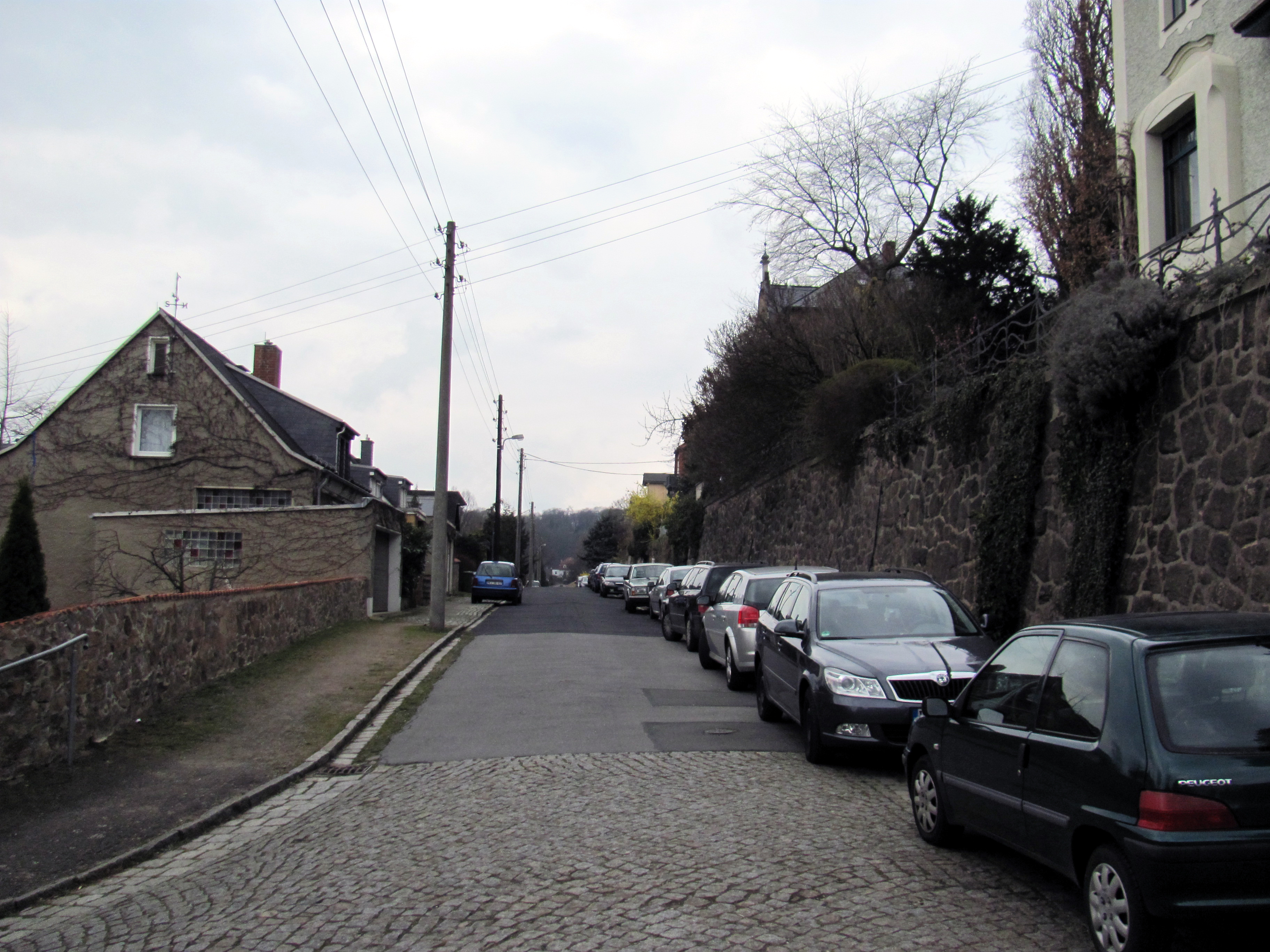
Bodelschwinghstraße nach Westen, von unterhalb der Nr. 8 aus

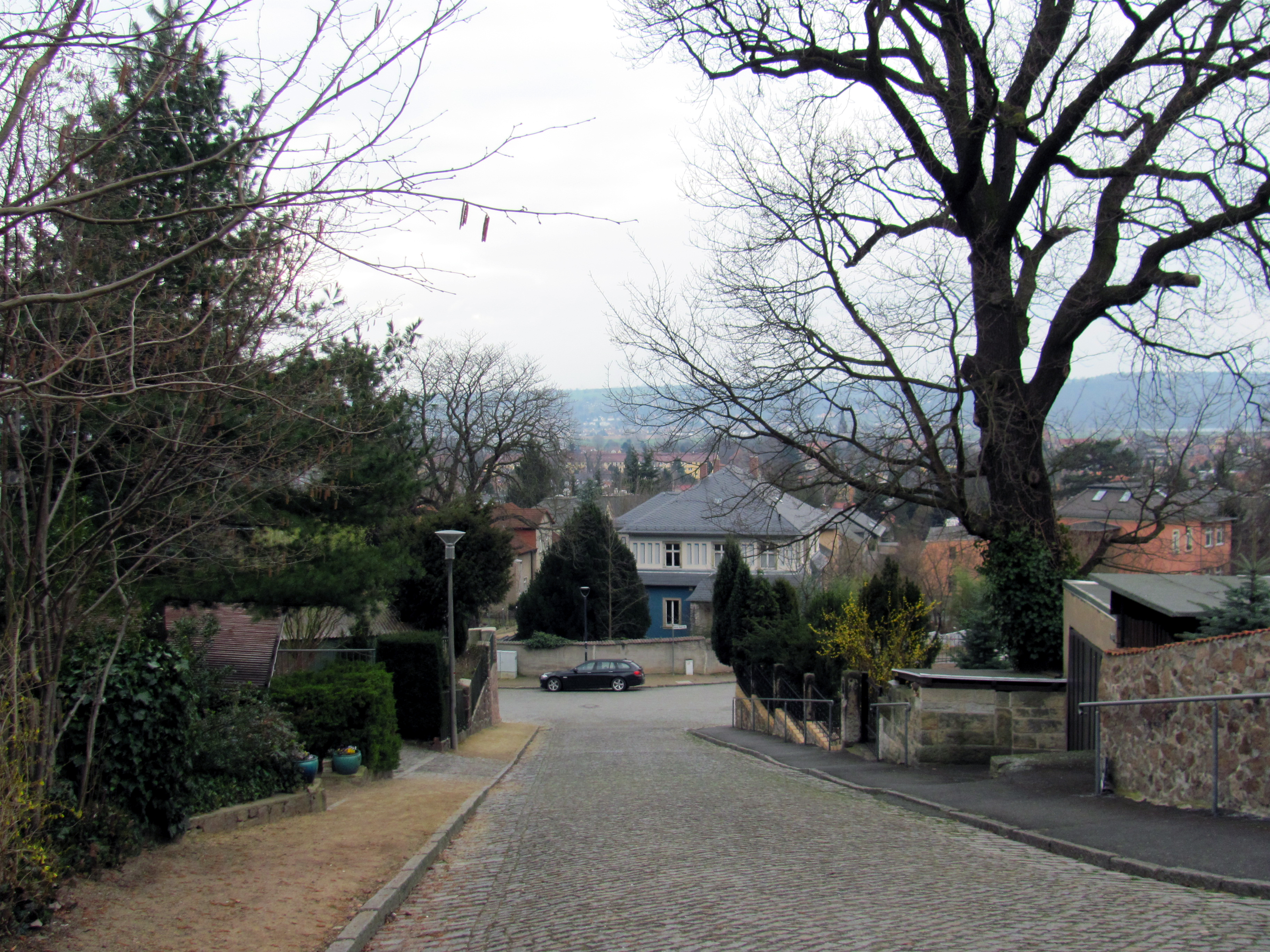
Bodelschwinghstraße nach Süden zur Oberen Bergstraße, von unterhalb der Nr. 8 aus. Blick auf die Villa Emma

## Bebauung
Einige Kulturdenkmale reihen sich entlang der Bodelschwinghstraße und sind daher in der Liste der Kulturdenkmale in Radebeul-Niederlößnitz (A–L) aufgeführt:
- Villa Augusta (Nr. 2), Nr. 6, Nr. 8, Nr. 10. Die Nr. 8, „eine der besten Jugendstilvillen Radebeuls“,[1] erhielt 1997 den Radebeuler Bauherrenpreis.

Am Beginn der Bodelschwinghstraße, auf der Südseite der Einmündung in die Burgstraße, liegt das Grundstück des ehemaligen Bad-Hotels (Burgstraße 2, Obere Bergstraße 62), das in der Denkmalinventarisation von Gurlitt 1904 mit aus der ersten Hälfte des 18. Jahrhunderts stammenden Sandsteinfiguren aufgeführt ist.

## Benamung
Seit 1893 trug die Straße den Namen Mathildenstraße. 1932 oder 1945 erhielt sie den heutigen Namen zu Ehren von Friedrich von Bodelschwingh der Ältere.